# Юркино (Волжское сельское поселение)
Ю́ркино — деревня в Михайловском сельском округе Волжского сельского поселения Рыбинского района Ярославской области.
Небольшая деревня расположена на левом берегу реки Иода. Деревня стоит на расстоянии около 1 км к востоку и выше по течению от центра сельского округа села Михайловского. Автомобильная дорога от Михайловского на Александрову Пустынь по левому берегу Иоды на этом участке проходит западнее деревни по прямой на деревню Бесово. По берегу Иоды идёт просёлочная дорога, связывающая стоящие по реке деревни Юркино, Мальинское, Брыково, Гридино, Мокеевское и выходящая на автомобильную дорогу в Бесово. В окрестностях деревни в основном сельскохозяйственные земли, перемежающиеся небольшими перелесками. На противоположном берегу Иоды на этом участке расположены садоводческие товарищества, вплоть до железной дороги Рыбинск—Ярославль, проходящей на расстоянии около 2 км к северо-востоку.
На 1 января 2007 года в деревне числилось 3 постоянных жителя. Почтовое отделение, расположенное в селе Михайловское, обслуживает в Юркино 14 домов.